# 첼스 스웨인
첼시 스웨인(Chelse Swain, 영어 발음: /ˈtʃɛlsi/, 1983년 5월 25일 ~ )은 미국의 배우이다.
로스앤젤레스에서 태어났다.

## 출연 작품
- 샌드 오브 오브리비언 (2007년)
- 조지아 룰 (2007년)
- 맹글러 2 (2001년)
- 타트 (2001년)

### 텔레비전
- 저징 에이미 (1999년)